# 金谷駅
金谷駅（かなやえき）は、静岡県島田市金谷新町にある、東海旅客鉄道（JR東海）・大井川鐵道の駅である。JR東海の東海道本線と、当駅を起点とする大井川鐵道の大井川本線との接続駅となっている。
東海道本線の運行形態の詳細は「東海道線 (静岡地区)」を参照。

## 歴史
- 1890年（明治23年）5月16日：官設鉄道島田 - 堀ノ内（現・菊川）間に一般駅として新設開業[1]。
- 1895年（明治28年）4月1日：線路名称制定。東海道線（1909年に東海道本線に改称）の所属となる。
- 1927年（昭和2年）6月10日：大井川鐵道の駅が開業。
- 1971年（昭和46年）10月1日：貨物の取扱を廃止[1]。
- 1978年（昭和53年）3月：国鉄金谷駅の改築駅舎竣工[2]。
- 1985年（昭和60年）3月14日：荷物の取扱を廃止[1]。
- 1987年（昭和62年）
  - 2月4日：みどりの窓口開設[3]。
  - 4月1日：国鉄分割民営化により、国鉄の駅は東海旅客鉄道（JR東海）の駅となる[1]。
- 2008年（平成20年）3月1日：JR東海の駅でICカード「TOICA」の利用が可能となる。
- 2015年（平成27年）3月28日：JR東海の駅でエレベーターの供用を開始[4]。

## 駅構造

### JR東海
相対式ホーム2面2線を有する地上駅。2つのホームの間には中線1線と側線1線がある。改札口は北側（2番線側）にあり、3番線とは狭い地下通路で繋がっている。駅番号はCA25。
大井川鐵道と貨物列車の収受や、静岡駅、浜松駅から直通列車が運転されていた頃は、大井川鐵道と接続する渡り線が設置されていたが、大井川鐵道大井川本線の貨物輸送が廃止されたことと、直通列車の運転が取り止めとなって以来、撤去された。ただし、大井川鐵道が新たに客車を購入した際に、一時的に線路を仮設して車両を取り込んだことがある。
JR東海交通事業の社員が業務を担当する業務委託駅であり、島田駅が当駅を管理する。JR全線きっぷうりばが設置されている。

#### のりば
| 番線 | 路線          | 方向 | 行先           |
| ---- | ------------- | ---- | -------------- |
| 2    | CA 東海道本線 | 上り | 静岡・沼津方面 |
| 3    | CA 東海道本線 | 下り | 浜松・豊橋方面 |

（出典：JR東海:駅構内図）

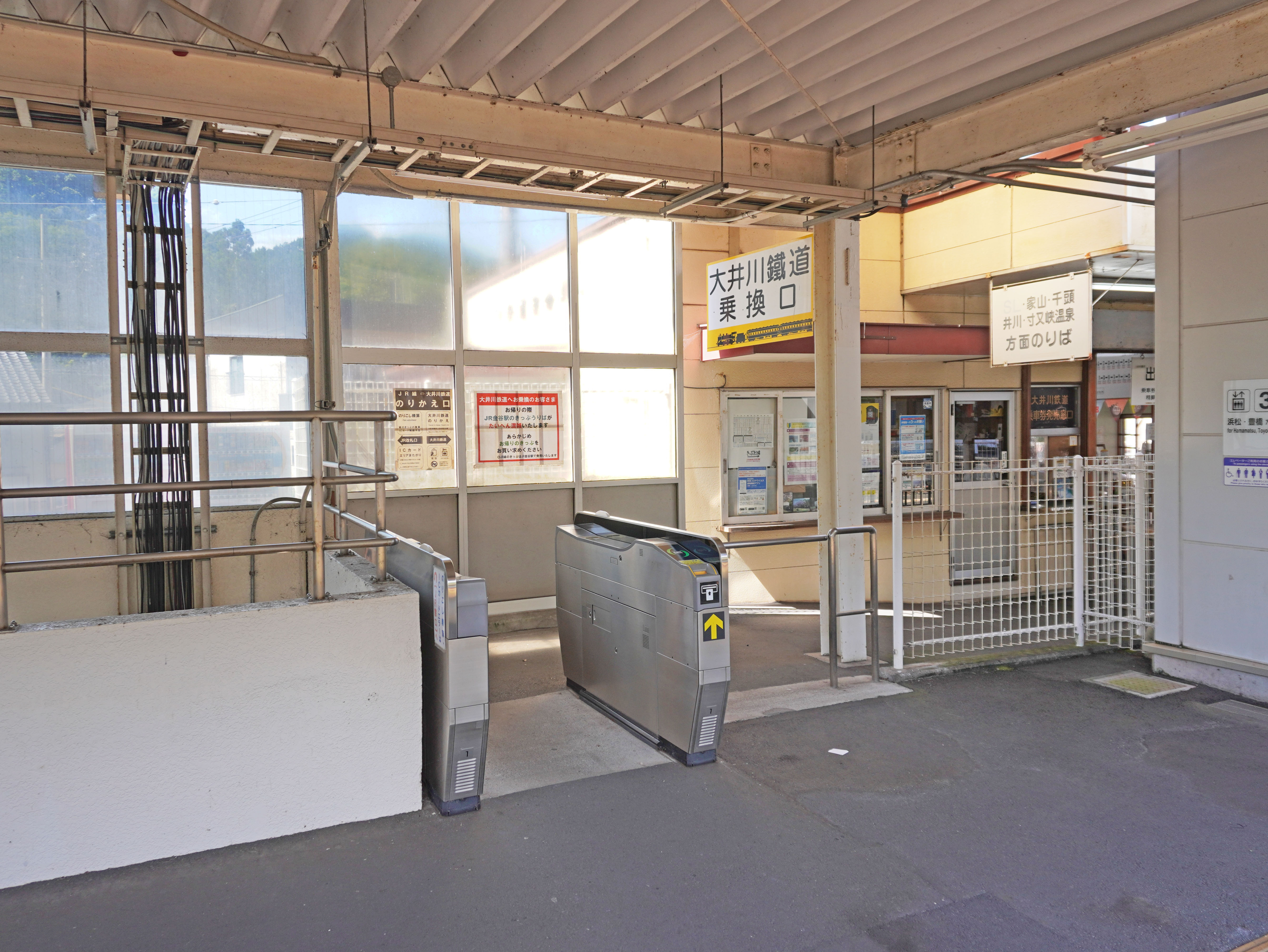
JR東海・大鉄乗換改札口（JR側）
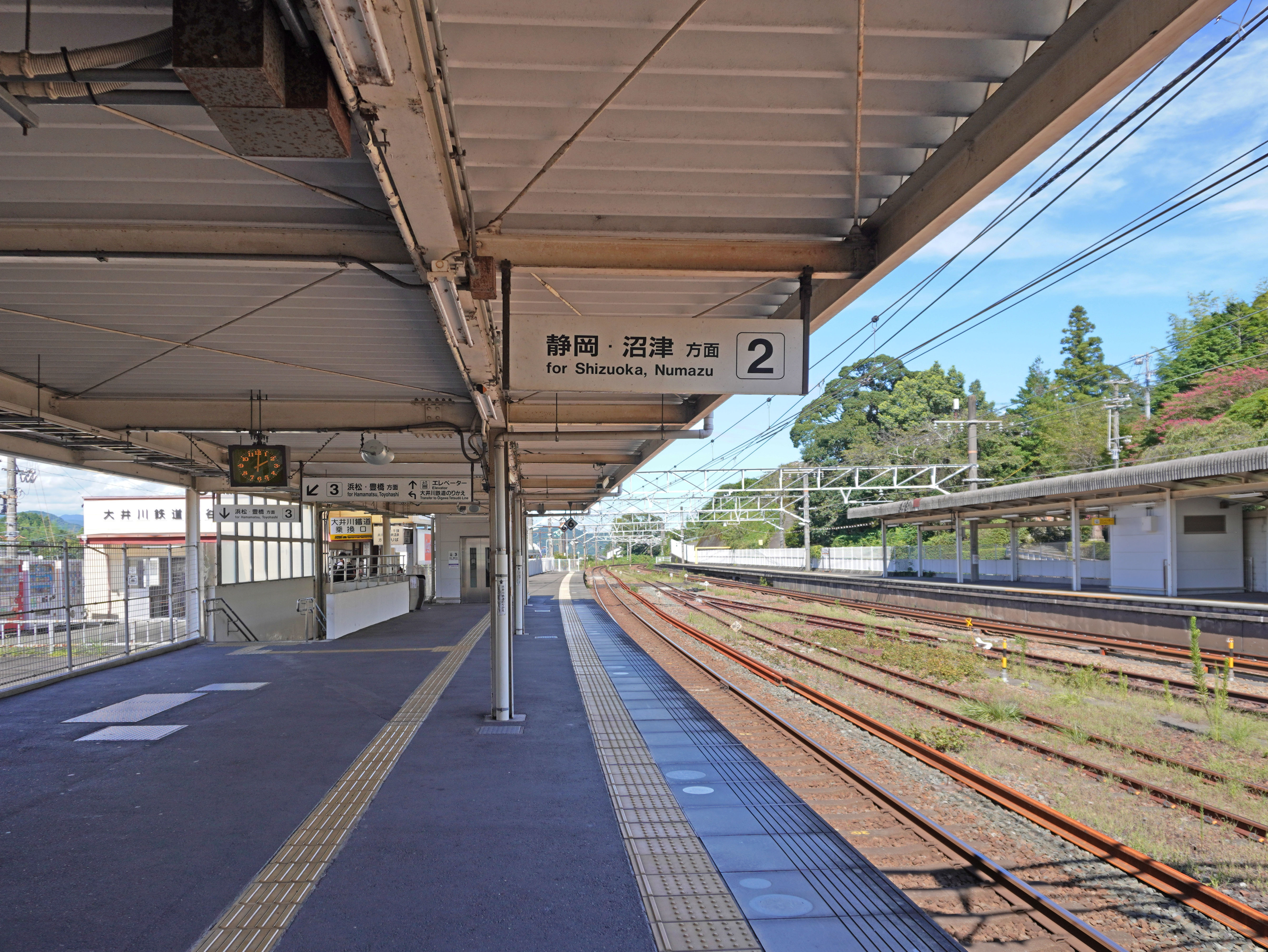
2番線ホーム
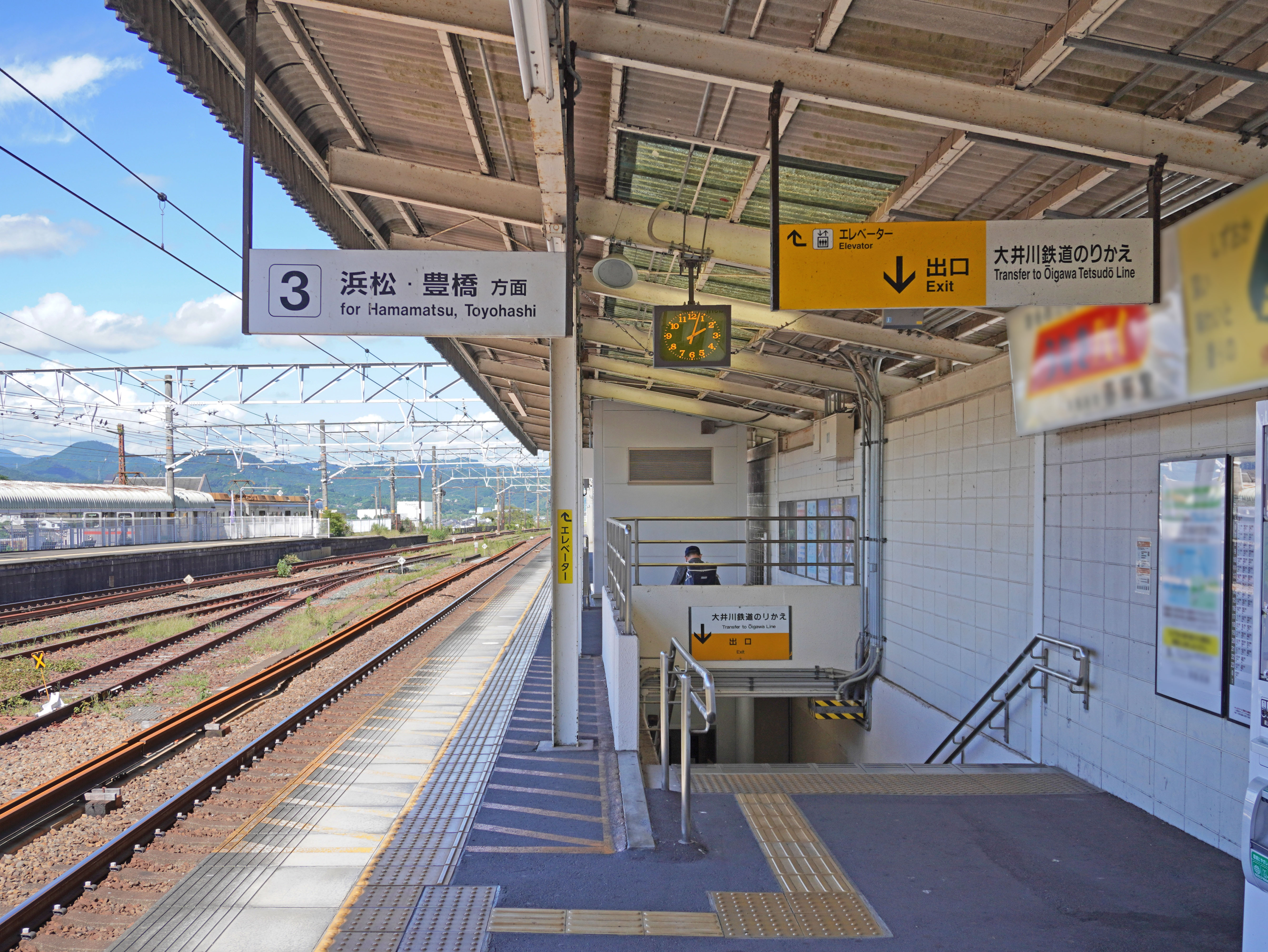
3番線ホーム

### 大井川鐵道
単式ホーム1面1線を有する地上駅。JR東海の上りホームに隣接しており、連絡改札口（TOICA対応簡易型自動改札機のみ）がある。ホームが短いため、おおよそ4両より長い編成の場合ドアカットを行う。駅舎はJR東海とは別。駅舎内に売店がある。窓口の営業時間は6:30 - 16:55。かつては機回し線があったが、撤去されている。なお大井川鐵道が貨物営業を行っていた当時、同駅の構内入れ換えおよび貨車の収受は国鉄の機関車ではなく、大井川鐵道の機関車が請け負っていた。

#### のりば
| 番線 | 路線        | 行先             |
| ---- | ----------- | ---------------- |
| 1    | ■大井川本線 | 新金谷・千頭方面 |

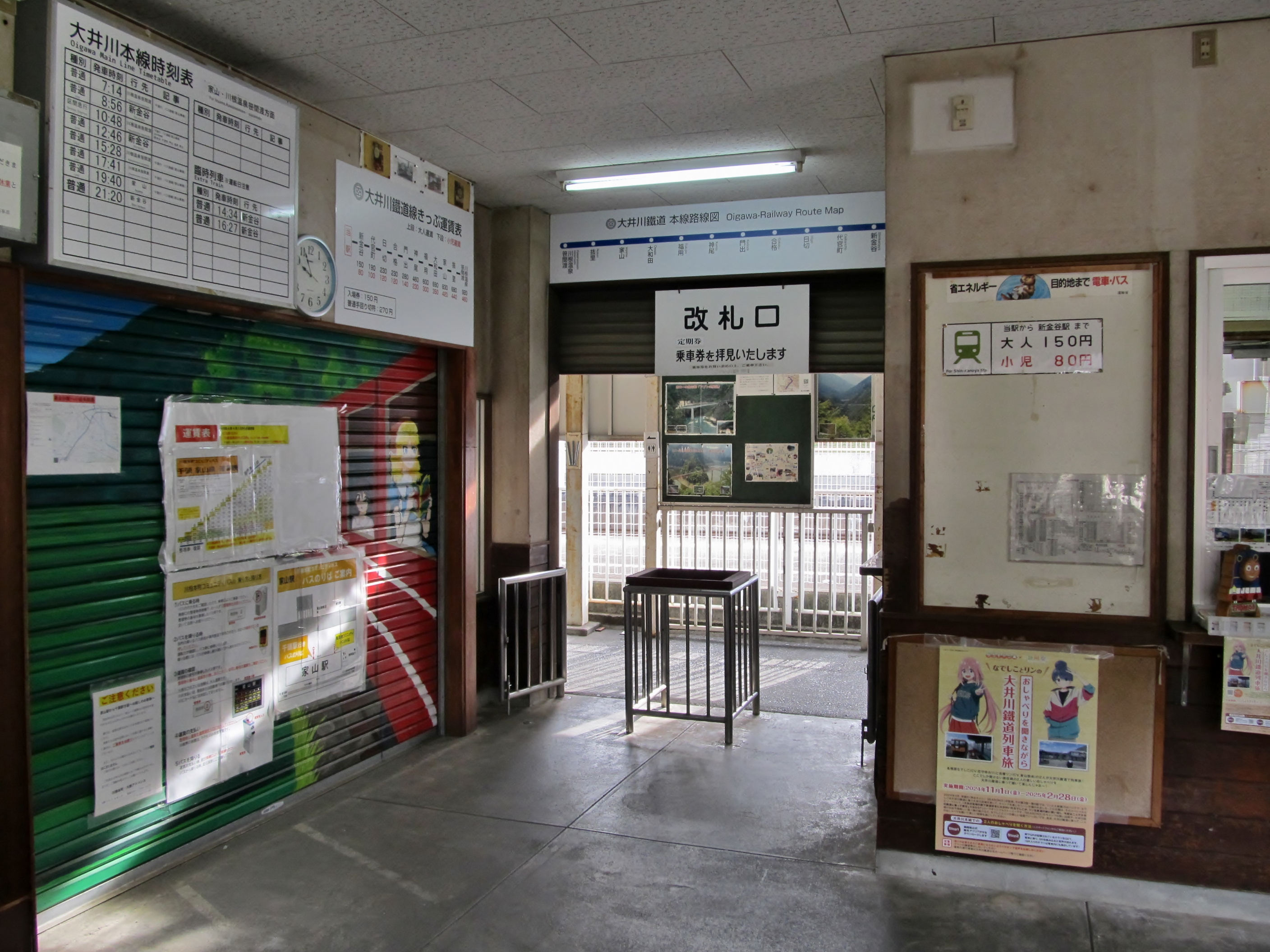
改札口
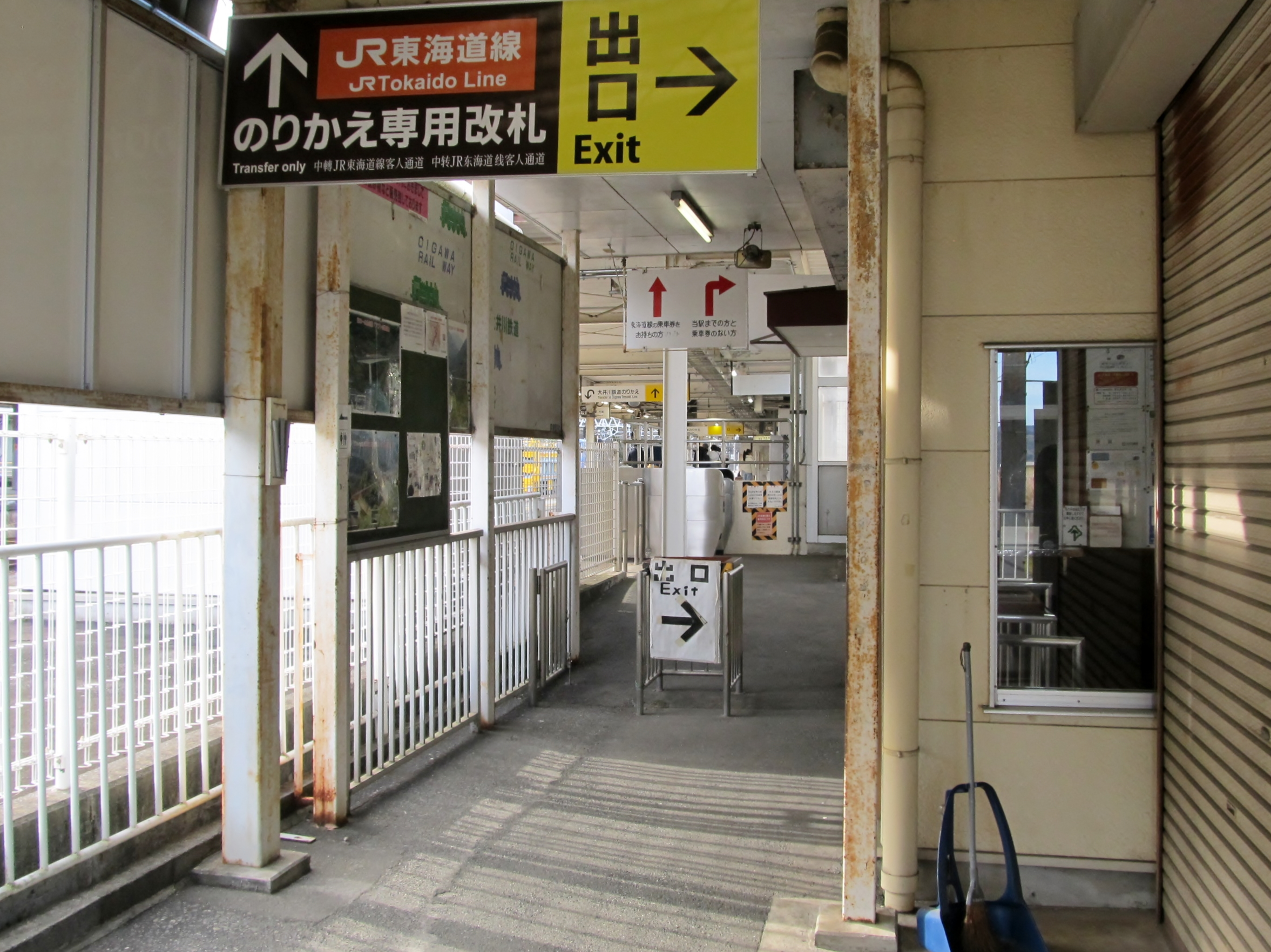
大鉄・JR東海乗換改札口（大鉄側）
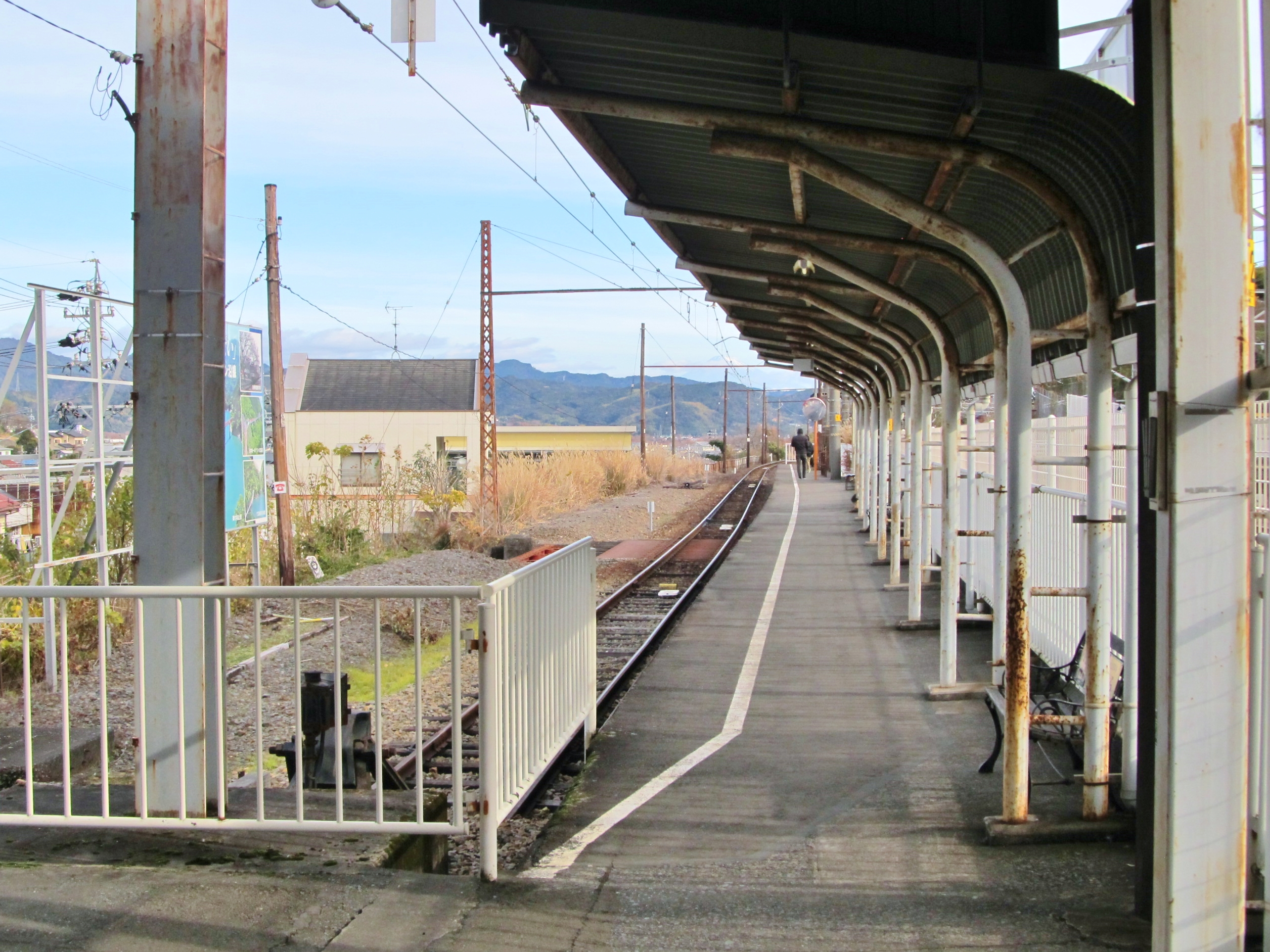
ホーム

## 利用状況
- JR東海 - 2021年度（令和3年度）の1日平均乗車人員は1,389人である[5]。
- 大井川鐵道 - 2021年度（令和3年度）の1日平均乗車人員は175人である[6]。

「静岡県統計年鑑」によると、1993年度（平成5年度）以降の推移は以下のとおりである。
| 1日平均乗車人員推移 | 1日平均乗車人員推移 | 1日平均乗車人員推移 |
| 年度                | JR東海              | 大井川鐵道          |
| ------------------- | ------------------- | ------------------- |
| 1993年（平成05年）  | 3,240               | 784                 |
| 1994年（平成06年）  | 3,452               | 757                 |
| 1995年（平成07年）  | 3,413               | 752                 |
| 1996年（平成08年）  | 3,428               | 743                 |
| 1997年（平成09年）  | 3,181               | 681                 |
| 1998年（平成10年）  | 3,149               | 645                 |
| 1999年（平成11年）  | 3,019               | 628                 |
| 2000年（平成12年）  | 2,926               | 628                 |
| 2001年（平成13年）  | 2,832               | 613                 |
| 2002年（平成14年）  | 2,712               | 576                 |
| 2003年（平成15年）  | 2,611               | 488                 |
| 2004年（平成16年）  | 2,568               | 512                 |
| 2005年（平成17年）  | 2,530               | 482                 |
| 2006年（平成18年）  | 2,471               | 464                 |
| 2007年（平成19年）  | 2,435               | 450                 |
| 2008年（平成20年）  | 2,392               | 444                 |
| 2009年（平成21年）  | 2,308               | 400                 |
| 2010年（平成22年）  | 2,269               | 356                 |
| 2011年（平成23年）  | 2,178               | 308                 |
| 2012年（平成24年）  | 2,103               | 288                 |
| 2013年（平成25年）  | 2,125               | 267                 |
| 2014年（平成26年）  | 2,078               | 250                 |
| 2015年（平成27年）  | 2,082               | 257                 |
| 2016年（平成28年）  | 2,025               | 271                 |
| 2017年（平成29年）  | 2,019               | 277                 |
| 2018年（平成30年）  | 2,013               | 300                 |
| 2019年（令和元年）  | 1,934               | 288                 |
| 2020年（令和02年）  | 1,361               | 138                 |
| 2021年（令和03年）  | 1,389               | 175                 |

## 駅周辺

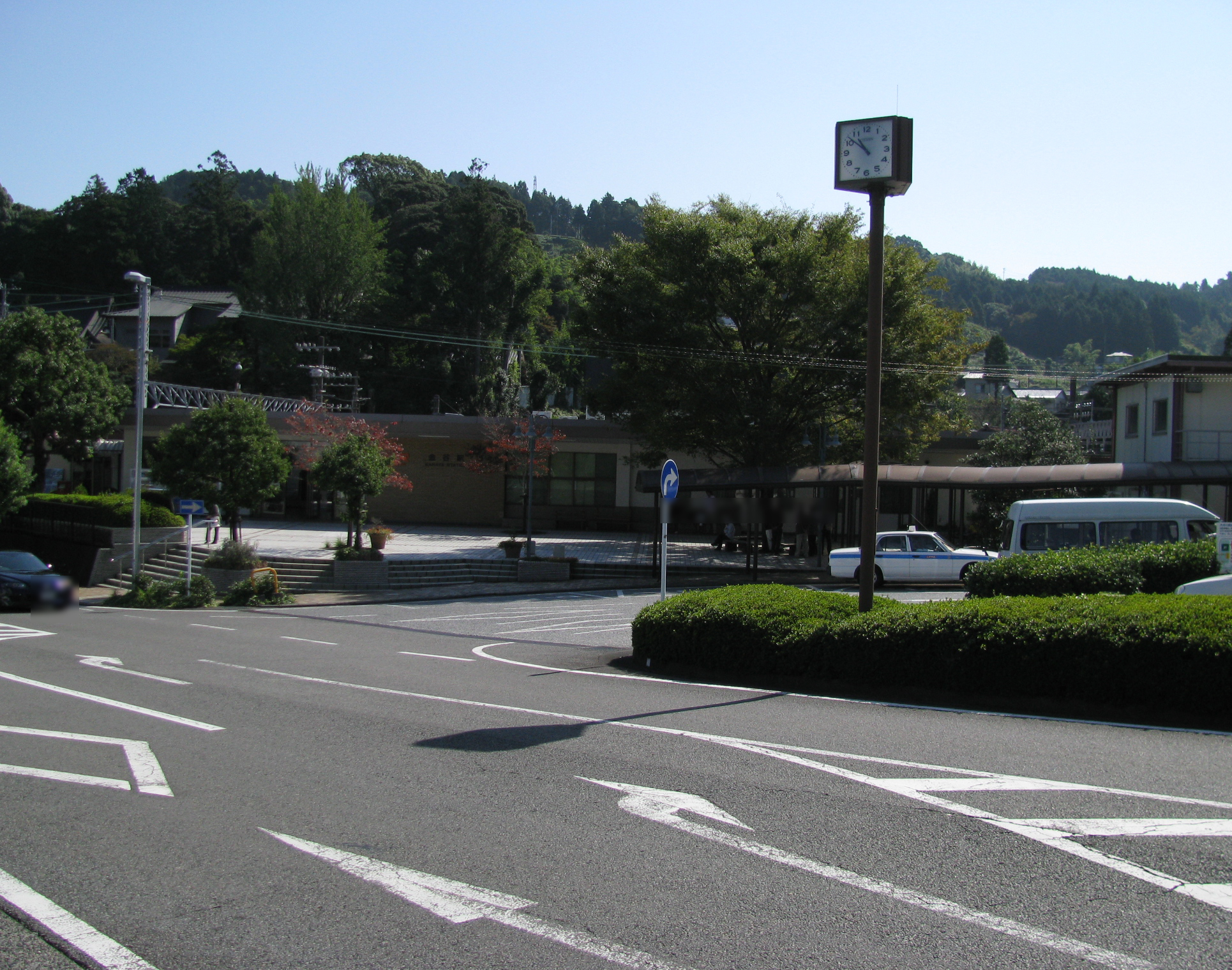
駅前

駅のすぐ西側には牧之原台地を貫通する牧の原トンネルがある。北側の1本は現在は使われていない。
- 島田市観光協会観光案内所（JR駅舎と大井川鐵道駅舎の間）
- 静岡空港 - 最寄り駅である（直線距離で約6km）
- 牧之原公園[7]
- ふじのくに茶の都ミュージアム[8][9]
- 諏訪原城址[10]
- 旧東海道石畳・すべらず地蔵尊[11]
- 国道473号 - 金谷駅北口を東西に通っている。
- 普通乗用車用無料駐車場（3台分・駅前）
- 普通乗用車用有料駐車場（徒歩1分）
- タクシー用駐車場・タクシー乗り場（駅前）

## バス路線
「金谷駅前」停留所にて、以下の路線バスが発着する。
- しずてつジャストライン（平日のみ運行）
  - 金谷島田病院線：島田駅前・島田市立総合医療センター
- 自主運行バス（島田市・牧之原市〈・菊川市〉の共同運行、運行委託先：しずてつジャストライン）
  - 勝間田線：静波海岸入口 / 金谷小学校（平日朝1便のみ）
  - 萩間線：相良本通 / 金谷小学校（平日朝1便のみ）
- 島田市金谷地区バス（年末年始は運休、運行委託先：大鉄アドバンス）
  - 金谷循環線：金谷高校前・新金谷駅方面
  - 大代線：栗島公民館
  - 菊川神谷城線（ワゴン車タイプで運行）：神谷城保育園前・菊川の里会館方面
- 富士山静岡空港（運行委託先：大鉄アドバンス、しずてつジャストライン）
  - 空港・新金谷線（富士山静岡空港金谷線）：富士山静岡空港 / 蓬莱橋

## 隣の駅
東海旅客鉄道（JR東海）
CA 東海道本線
島田駅 (CA24) - 金谷駅 (CA25) - 菊川駅 (CA26)
大井川鐵道
■大井川本線
SL急行「かわね路号」「南アルプス号」停車駅
■普通
金谷駅 - 新金谷駅